# 1990 au théâtre
| Années du théâtre : 1987 - 1988 - 1989 - 1990 - 1991 - 1992 - 1993    |
| Décennies du théâtre : 1960 - 1970 - 1980 - 1990 - 2000 - 2010 - 2020 |

Cet article présente les faits marquants de l'année 1990 au théâtre.

## Pièces de théâtre représentées
- 16 janvier : Music-hall de et mise en scène Jean-Luc Lagarce, Théâtre Ouvert
- 15 mars : Joko fête son anniversaire de Roland Topor, Théâtre de l'Odéon
- 4 mai : 1, place Garibaldi de Jean-Claude Penchenat, mise en scène de l'auteur, Théâtre de la Madeleine

- 21 septembre : Tiercé gagnant de John Chapman, Théâtre de la Michodière

## Festival d'Avignon

### Cour d'honneur duPalais des Papes
- x

## Récompenses
- 4e Nuit des Molières (Molières 1990)
- Prix Arletty : 
  - Prix de l'interprétation théâtrale : Dominique Blanc
  - Prix pour l'ensemble de son œuvre dramatique : Denise Chalem
  - Prix de l'œuvre dramatique : Fatima Gallaire

## Décès
- 10 janvier : Juliet Berto (°1947)
- 15 janvier : Yvonne Hébert (°1902)
- 18 mars : Jean Darcante (°1910)
- 24 mars : Alice Sapritch (°1916)
- 31 mars : Pierre Destailles (°1909)
- 30 avril : Antoine Vitez (°1930)
- 8 juillet : Robert Murzeau (°1909)
- 21 juillet : Sacha Pitoëff (°1920)
- 24 juillet : Michel Beaune (°1933)
- 30 juillet : Pierre-Aristide Bréal (°1905)
- 30 juillet : Michel Guy (°1927)
- 21 septembre : Stéphane Bouy (°1941)
- 15 octobre : Delphine Seyrig (°1932)
- 1er décembre : Pierre Dux (°1908)
- 14 décembre : Friedrich Dürrenmatt (°1921)
- 29 décembre : Mona Dol (°1901)